# Ermengol I d'Urgell
Ermengol I d'Urgell   (Barcelona, segle X - Còrdova, 1 de setembre de 1010) anomenat Ermengol I el de Còrdova, fou comte d'Urgell entre els anys 992 i 1010. Fou el primer del casal d'Urgell.

## Biografia
Era el segon fill de Borrell II de Barcelona i de Letgarda de Tolosa, va succeir al seu pare al capdavant del comtat urgellenc i va convertir-se en l'iniciador de la dinastia privativa d'Urgell, com a branca menor del casal de Barcelona.
La seva política va ser d'obertura envers Europa, especialment amb Itàlia; Miquel Coll i Alentorn diu que això és una tendència general entre els nobles i prelats catalans a causa del deslligament dels comtes amb el regne franc. Aquest oberturisme el va combinar amb una intensa activitat bèl·lica contra al-Àndalus.
Va ser tingut en bona consideració per l'Església, i va tenir bones relacions amb els clergues locals, especialment amb el bisbe Sal·la, amb qui va negociar i pactar la promoció del nebot d'aquest, Ermengol, a la seu d'Urgell en el marc del conflicte de possessió de terres del bisbat d'Urgell amb el de Ribagorça des de la creació del segon amb seu a Roda d'Isàvena el 957. El 998 i el 1001 va realitzar grans viatges a Roma, i va estimular als seus nobles a realitzar-ne altres a Santiago de Compostel·la, Le Puy, Santa Fe de Conques o Monte Gargano. Després de la incursió d'Abd al-Malik a les terres del castell de Montmagastre el 1003, pertanyents al monestir de Sant Pere de Codinet, malgrat el perill que suposava, Ermengol hi feu fundar una canònica.
En el terreny militar, el 1003 va participar en una ràtzia contra els musulmans de Lleida, però va ser capturat en una incursió a la població d'Albesa el 1004. El 1010 va unir-se a una expedició a Còrdova organitzada pel seu germà Ramon Borrell, on Ermengol va morir als trenta-set anys durant la batalla d'Aqbat al-Bakr, que va resultar en victòria per al bàndol cristià.
Mort el comte a Còrdova, Ermengol II, que només tenia un any, rep el comtat d'Urgell. El seu oncle, Ramon Berenguer I, va fer-se càrrec de la seva tutoria entre 1010 i 1017. Com a curiositat, en el testament d'Ermengol I hi ha una de les primeres referències a la possessió d'un joc d'escacs a Europa.

## Família

### Matrimoni
Va casar-se en primeres núpcies, l'any 1000 amb Tedberga de Gavaldà, amb qui tingueren dos fills:
- Ermengol II d'Urgell (1009-1038), comte d'Urgell.

- Estefania d'Urgell, casada amb Guillem II de Pallars Sobirà.

Amb la mort de Tedberga de Gavaldà l'any 1003, Ermengol es casa en segones núpcies amb Geriberga o Guisla, de la qual es desconeix el seu origen. Alguns han identificat ambdues dones amb una sola esposa.

## Títols i successors
| Ermengol I d'Urgell Casal d'UrgellNaixement: c.973 Mort: Còrdova 1010 |                                                       |                                          |
| Títols                                                                |                                                       |                                          |
| Precedit per: Borrell II de Barcelona (pare)                          | Comte d'Urgell (Llista de comtes d'Urgell) (992–1010) | Succeït per: Ermengol II d'Urgell (fill) |